# Rubí, az elbűvölő szörnyeteg
A Rubí, az elbűvölő szörnyeteg (eredeti cím: Rubí) egy 2004-es mexikói televíziós sorozat. Az 1968-as Rubí című sorozat remake-je. Magyarországon elsőként az RTL Klub kereskedelmi csatorna tűzte műsorára 2010. január 22-e és 2010. július 6.-a között. 
Az ambiciózus Rubí, különleges szépségű lány egyformán vonzódik a férfiakhoz és a pénzhez. Mivel nem gazdag családba született, ezért szépségét kihasználva egy jó házassággal akar vagyonhoz és anyagi jóléthez jutni.

## Cselekmény
|  | Alább a cselekmény részletei következnek! |

Rubí, egy szép, fiatal munkásosztálybeli lány. Nővére Christina azért dolgozik, hogy húga az egyetemen tanulhasson. Emellett ápolja beteg édesanyjukat. Rubí legjobb barátnője, akit az egyetemen ismert meg, a gazdag Maribel, aki egy baleset következtében nem tudja használni az egyik lábát. Maribel azt hiszi, hogy Rubíban igazi barátnőre talált, de Rubí csak tehernek tekinti őt. Amikor Rubí ellátogat Maribel-hez, akkor döbben rá, hogy ő ezt a luxust érdemelné. Maribel a fogyatékossága miatt nagyon félénk ezért az interneten ismerkedik. Itt találkozik Héctorral, aki az első találkozásuk után megkéri a kezét. Héctor bemutatja Rubínak a legjobb barátját az ortopéd orvost Alejandrot. Hamarosan egymásba szeretnek, de amikor kiderül, hogy Alejandro nem gazdag családból való Rubínak választania kell az áhított meggazdagodás és a férfi között, akit szeret. Végül otthagyja Alejandrot, akinek összetörik a szíve és emiatt a munkájába menekül. Rubí pedig elcsábítja Maribel vőlegényét, Héctort és eléri, hogy feleségül vegye. Ekkor Rubínak megvan a gazdagság és az az életmód, amiről álmodott, de hamarosan rájön, hogy a pénz nem minden. Rubínak kezd hiányozni Alejando, akit időközben Maribelhez fűzik romantikus szálak. Ezért úgy dönt, hogy bármi áron visszaszerzi Alejandrot. Rubí közben  elveszti édesanyját, nővére pedig elzavarja a temetésről.
Azonban az árulás, a hazugság és a nagyravágyás olyan bűnök, amelyek nem mindig megbocsáthatóak. Alejandro hiába haragszik Rubíra, mindig van alkalom, hogy találkozzanak. Amikor Héctor elutazik Ausztriába, hogy kezeltesse a derekát, Yago kihasználja az alkalmat és megerőszakolja Rubít. Yago ezután elutazik. Héctor mellé Spanyolország grófja társul a szállodába, akinek szintén megtetszik Rubí, ezért mindent úgy intéz, hogy egy másik részvénytársaság megbeszélésére Elena, az asszisztense és Héctor kettesben utazzanak el. Rubí elmegy Cancunba, hogy eladhassa a cancuni házukat. Ám a gróf pórul jár, mert mire odaér addigra Rubí már elutazik Loréto divatbemutatójára, ahol a sors úgy hozza, hogy Alejandro is ott nyaraljon a családjával. Rubí mindent megtesz Alejandroért. Még az anyukáját is kimenti a tengerből, ezért Alejandro nagyon hálás neki, együtt elmennek vacsorázni és eltöltenek egy kellemes éjszakát.
Rubí terhes lesz Alejandrotól, de elhiteti Héctorral, hogy övé a gyerek. És később amikor Rubí elveszíti a gyerekét, akkor mindent Héctorra fog, hogy ő a hibás a vetélése miatt. Héctor megszerzi az igazi ultrahangot, amikor találkoznak a körházban Héctor és Rubí, Héctor elviszi Rubít Alejandrohoz az igazságért. Rubí megszökik Héctor kocsijából de Héctor utána szalad, Rubí egy követ hajít Héctor arcára és ott hagyja feküdve a földön. Héctor utána megy a kocsijával és egy kamion végébe ütközik. Nem éli túl a műtétet. Pár nap múlva Rubí veszekedés közben lezuhan a lépcsőházban Alejandro miatt és Rubít megműti. Túlélte, de a zuhanás közben Rubí elveszítette a lábát. Rubít ez megviselte és amikor megtudta hogy az arcán lévő csúf sebek nem múlnak el, megszökik és ártani fog Maribelnek. Néhány évvel később Fernanda, Christina gyönyörű lánya egy nap meglátogatja nénjét, Rubit. Kitervelnek egy gonosz tervet, miszerint a fiatal lánynak olyan mély szerelmet kell ébreszteni Alejandróban és annak fiában, hogy halálos ellenségekké váljanak. 
|  | Itt a vége a cselekmény részletezésének! |

## Szereposztás
| Színész(nő)            | Szerepnév                                       | Magyar Hang        |
| ---------------------- | ----------------------------------------------- | ------------------ |
| Bárbara Mori           | Rubí Pérez Ochoa vda. de Ferrer Garza           | Bognár Anna        |
| Bárbara Mori           | Fernanda Martínez Rivera Pérez                  | Bognár Anna        |
| Eduardo Santamarina    | Dr. Alejandro Cárdenas Ruiz                     | Széles Tamás       |
| Jacqueline Bracamontes | Maribel de la Fuente de Cárdenas Ruiz           | Závodszky Noémi    |
| Sebastián Rulli        | Héctor Ferrer Garza                             | Viczián Ottó       |
| Ana Martín             | Refugio Ochoa vda. de Pérez                     | Zsurzs Kati        |
| Paty Díaz              | Cristina Pérez Ochoa vda. de Martínez           | Bertalan Ágnes     |
| Leonorilda Ochoa +     | Dolores «Lola» Herrera Guzmán de Segundo Rabosó | Halász Aranka      |
| Antonio Medellín       | Ignacio Cárdenas                                | Csuha Lajos        |
| Olivia Bucio           | Carla de Cárdenas                               | Andresz Kati       |
| Tania Vázquez          | Sofía Cárdenas Ruiz                             | Solecki Janka      |
| Roberto Vander         | Arturo de la Fuente                             | Forgács Péter      |
| Josefina Echánove      | Francisca «Pancha» Muñoz                        | Illyés Mari        |
| José Elías Moreno      | Genaro Duarte                                   | Forgács Gábor      |
| Ana Bertha Espín       | Elisa de Duarte                                 | Menszátor Magdolna |
| Arlette Pacheco        | Lilia López de Duarte                           | Németh Kriszta     |
| Marco Méndez           | Luis Duarte López                               | Szabó Máté         |
| Karen Sandoval         | Natalia «Naty» Duarte López                     | Tamási Nikolett    |
| Jan                    | Dr. Marco Rivera                                | Seszták Szabolcs   |
| Roberto Sen            | David Treviño                                   | Cs. Németh Lajos   |
| Ingrid Martz           | Lorena Treviño                                  | Kelemen Kata       |
| Sergio Argueta         | Francisco «Paco» Gómez Gallegos                 | Pálmai Szabolcs    |
| Ofelia Cano            | Victoria Gallegos                               |                    |
| Marlene Favela         | Sonia Chavarría Gonzáles de Cárdenas Ruiz       | Pap Katalin        |
| Lorena Velázquez       | Mary Chavarría                                  | Szabó Éva          |
| Luis Gatica            | Cayetano Martínez                               | Janovics Sándor    |
| Kristel Casteele       | Fernanda, kislányként                           |                    |
| Miguel Pizarro         | Loreto Carlioni                                 | Karácsonyi Zoltán  |
| Yadhira Carrillo       | Elena Navarro                                   | Major Melinda      |
| Lilia Aragón           | Nora Navarro                                    | Bessenyei Emma     |
| Carlos Cámara          | Dr. José Luis Bermúdez                          | Kajtár Róbert      |
| Manuel Foyo +          | Ernesto Bermúdez Aranda                         | Varga Gábor        |
| José Antonio Ferral    | Dr. Garduño                                     | Láng Balázs        |
| Sergio Goyri           | Yago Píetrasanta                                | Koncz István       |
| Manuel Landeta         | Lucío Montemayor                                | Jakab Csaba        |
| Eduardo Rodríguez      | Saúl Arce                                       | Varga Rókus        |
| Mariana Rountree       | Ingrid Mendoza                                  | Ruttkay Laura      |
| Dolores Salomón +      | Mariquita                                       | Némedi Mari        |
| Manuel «Flaco» Ibáñez  | Onésimo Segundo Rabosó                          | Végh Ferenc        |
| Gerardo Albarrán       | Gabriel Almanza ügyvéd                          | Rosta Sándor       |
| Hugo Macías Macotela   | Dr. Isidoro Roldán                              | Uri István         |
| Raúl Valerio           | Dr. Ricardo Mosques                             | Izsóf Vilmos       |
| Stephen Clark          | Howard Williams                                 | Imre István        |
| Sergio Jurado          | Millán                                          | Kapácsy Miklós     |
| Jorge Flores           | Jorge Flores                                    | Imre István        |
| Celia Fuentes          | Amelia Zapata                                   | Rátonyi Hajni      |
| Dora                   | Ángeles Balvanera                               | Czirják Csilla     |
| Tania                  | Odamaris Ruiz                                   | Nemes Takách Kata  |
| Sabrina                | July Calderón                                   | Kiss Anikó         |
| Narrátor               | Enrique Rocha                                   |                    |

## Magyar változat
Hazánkban nagyon nagy sikernek örvendett ezért, több ismétlés is volt különböző csatornákon.
A magyar változatból az RTL Klub megvágott olyan jeleneteket, amelyek nem feleltek meg a 12-es korhatár besorolásnak. Ilyen volt például Sonia és Lucío haláljelenete.
Ismétlések
- 2010. november 15. – 2012. március 31. (Cool)
- 2011. május 31. – 2011. november 10. (RTL Klub)
- 2011. szeptember 22. – 2012. február 29. (Sorozat+)
- 2012. május 1. – 2012. október 8. (Sorozat+)
- 2012. július 9. – 2012. október 31. (Story5)
- 2013. március 8. – (Story5)
- 2015. – (Story5)

## DVD kiadás
A sorozat 2005. június 7-én DVD-n is megjelent, rövidített verzióban. Jellemzők:
- Formátum: színes, teljes képernyő, feliratos, NTSC
- Nyelv: spanyol
- Felirat: angol, spanyol
- Régiókód: 1
- Képméretarány: 1.33:1
- Lemezek száma: 3
- Kiadás dátuma: 2005. június 7.
- Játékidő: 700 perc
- Extrák:
  - Interaktív menük
  - Fejezetek
  - Előzetes
  - 1968-as Rubí befejezése
  - Rubí Especial a 90 perces folytatás
- Forgalmazó: Xenon Pictures